# Bagharp
Bagharp (tidligere også kaldet bagharpning) betegner et jordmateriale af vekslende sammensætning, typisk indeholdende finstof i form af ler, silt og sand, foruden organisk materiale, samt små grus og skærver, materialer som er frasorteret et oftest mere værdifuldt grus-, eller skærvemateriale, idet bagharp i dag ofte fremkommer ved rensning af jernbaneskærver.
Betegnelsen stammer fra den tidligere brug af et skråtstillet sold, kaldet en harpe, når uønsket finstof fx skulle frasorteres et grus-materiale, og bagharp var så det materiale, som efter frasorteringen lå bag harpen.